# 이케다정 (나가노현)
이케다정(일본어: 池田町 이케다마치[*])은 일본 나가노현 기타아즈미군의 정이다. 아즈미노의 북부에 해당한다. 기타알프스(히다산맥)가 깨끗이 보인다.

## 역사
- 1875년 2월 18일 - 아즈미군 이케다마치촌과 아이소메촌이 탄생하였다.
- 1915년 4월 1일 - 기타아즈미군 이케다마치촌이 정으로 승격해 이케다정이 되었다.
- 1955년 4월 1일 - 기타아즈미군 이케다정, 아이소메촌이 합병해 새로운 이케다정이 성립하였다.
- 1957년 3월 31일 - 히가시치쿠마군 아카시나정의 일부를 편입하였다.

## 인구
| 연도 | 인구   | ±%    |
| ---- | ------ | ----- |
| 1960 | 11,250 | —     |
| 1970 | 10,245 | −8.9% |
| 1980 | 10,610 | +3.6% |
| 1990 | 10,521 | −0.8% |
| 2000 | 10,658 | +1.3% |
| 2010 | 10,332 | −3.1% |